# Burg Salzwedel
Die Burg Salzwedel ist die Ruine einer Niederungsburg im Burggarten am nördlichen Rande der Altstadt der Hansestadt Salzwedel im Altmarkkreis Salzwedel in Sachsen-Anhalt.

## Geschichte
Die Burg wurde vermutlich im 9. Jahrhundert zum Schutz einer Handelsstraße zwischen Magdeburg und der Salinenstadt Lüneburg an einem Übergang mit Furt an der Jeetze erbaut. 1112 wurde der Ort „Saltwidele“ während der Belagerung durch Kaiser Heinrich V. erstmals erwähnt. 1134 kam mit Albrecht dem Bären die Stadt in askanischen Besitz.
1196 wurde die Burg erstmals urkundlich als „Saltuedel tam castra quam oppida“, also als „Burg, sowie Ansiedlung“ erwähnt. Bis Anfang des 13. Jahrhunderts saßen die Vögte von Salzwedel als Beauftragte der Markgrafen auf der Burg. Wohl gegen Ende des 12. Jahrhunderts wurde der heute noch sichtbare runde Bergfried erbaut. In der ersten Hälfte des 14. Jahrhunderts erscheinen die von Wallstawe, danach die von Böddenstedt als castellani (Burgmannen) von Salzwedel. Das 1899 durch Sprengung abgebrochene dreistöckige Wohngebäude der Burg war 1746 errichtet worden, soll aber nach dem Prähistoriker Johann Friedrich Danneil ältere Bausubstanz enthalten haben.

## Anlage

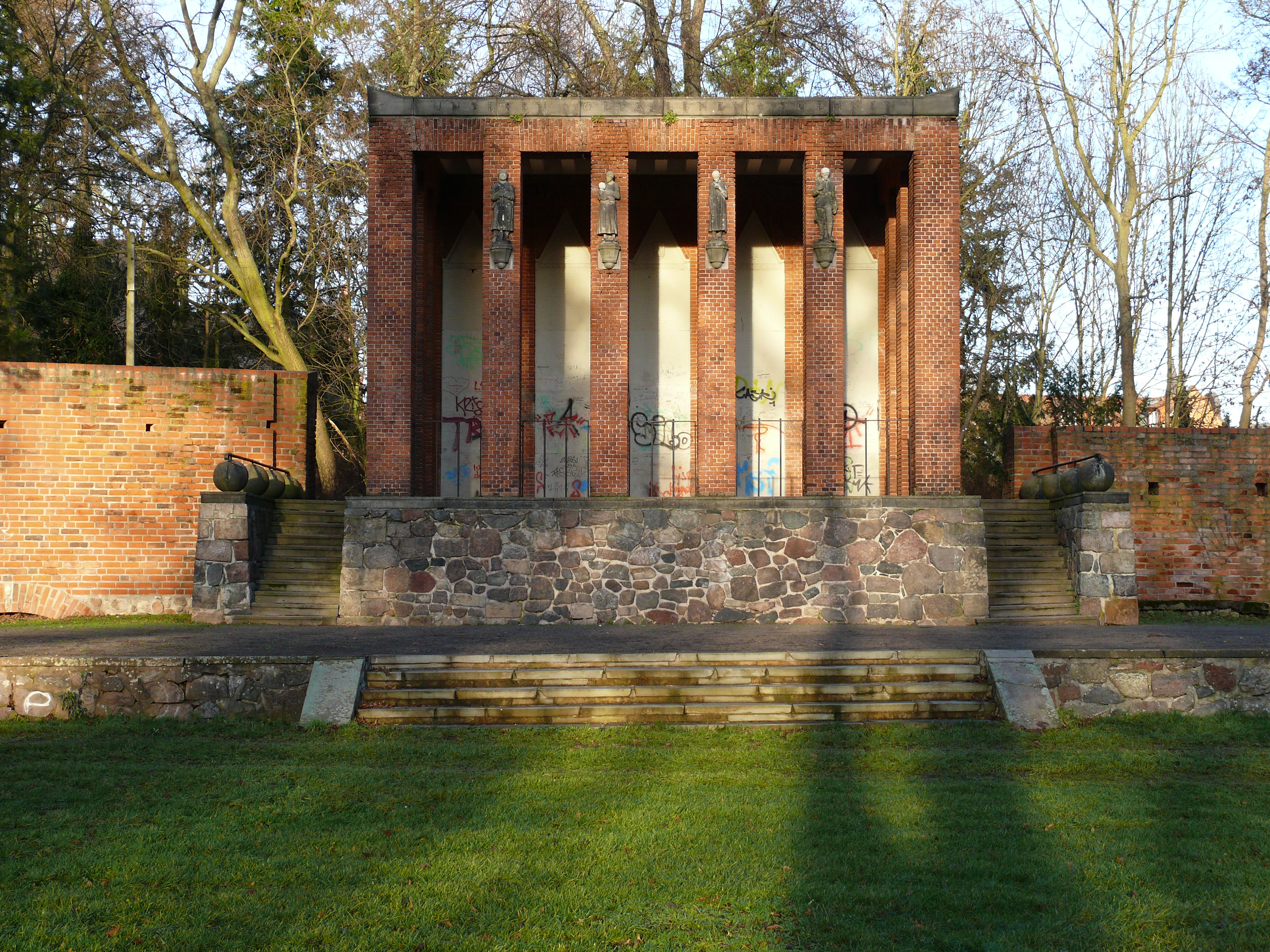
Ehrenhalle

Die ursprünglich ringförmige Burganlage mit einem Gesamtdurchmesser von etwa 220 Meter war innerhalb der Stadt nochmals durch Wassergräben und Mauern geschützt.
Heute sind noch Reste der Wehrmauer, des Burggrabens und der St.-Annen-Kapelle erhalten sowie der noch 24 Meter hohe runde Bergfried mit einem Hocheingang in zwölf Metern Höhe und einer 3,60 Meter starken Mauer am Fuß des Turms. Der Turm hatte früher ein Spitzdach.
1923 wurde auf dem Gelände eine Ehrenhalle errichtet, zum Gedenken an die Gefallenen des Ersten Weltkrieges. Die bei den Bauarbeiten gefundenen Scherben aus dem 12./13. Jahrhundert befinden sich heute in der Sammlung des Danneil-Museums.